# Tiamin-pirofoszfát
A tiamin-pirofoszfát számos biokémiai reakcióban szerepet kapó kofaktor, a tiamin foszfatált származéka, amelyet a tiamin-pirofoszfatáz enzim állít elő.

## Fizikai és kémiai tulajdonságai
Több formában kristályosodik. 4 kristályvizes klorid sója mellett ismert a 4 kristályvizes semleges ikerionos, triklin rendszerben (P1) kristályosodó só, ahol a pirofoszfát kétszeresen ionizált, és a pirimidin gyűrű egyszeresen protonált. Az utóbbi 4,5 kristályvizes polimorfja is ismert.

## Biokémiai funkciója
Enzimek, amelyek mellett koenzimként funkcionál:
- piruvát-dehidrogenáz (piruvát oxidatív dekarboxiláció)
- α-ketoglutarát-dehidrogenáz (citromsavciklus)
- oxolutarát-dehidrogenáz komplex
- acetolaktát-szintáz (2,3-butándiolos erjedés)
- piruvátdekarboxiláz (alkoholos erjedés)
- piruvátoxidáz
- indolpiruvátdekarboxiláz
- transzketoláz
- transzaldoláz (utóbbi kettő a pentóz-foszfát-útban)